# Pokémon Donjon Mystère : Les Portes de l'infini
Pokémon : Donjon mystère - Les Portes de l'infini est un jeu vidéo de la série de jeux vidéo Pokémon et de la série Donjon mystère, sorti au Japon en 2012, puis dans le reste du monde en 2013. Développé par Spike Chunsoft, le jeu est disponible sur la Nintendo 3DS

## Système de jeu
Au début du jeu, il n'y a plus le test de compatibilité comme dans les précédents jeux vidéo. Le joueur a le choix entre les Pokémon de départ suivants : Pikachu, Vipélierre, Moustillon, Gruikui et Coupenotte, tous mâles.